# Калтас (река)
Калтас (устар. Колтас) — река в России, протекает в Республике Хакасия. Устье реки находится в 736 км по левому берегу реки Томь. Длина реки составляет 11 км.

## Данные водного реестра
По данным государственного водного реестра России относится к Верхнеобскому бассейновому округу, водохозяйственный участок реки — Томь от истока до города Новокузнецк, без реки Кондома, речной подбассейн реки — Томь. Речной бассейн реки — (Верхняя) Обь до впадения Иртыша.